# Кудрявцева, Людмила Яковлевна
Людмила Яковлевна Кудрявцева (13 августа 1944 — 9 апреля 2012) — советская и российская художница-прикладник, член Союза художников СССР (1970), заслуженный художник России (1999).

## Биография
Окончила Свердловское художественное училище (1960—1965).
Начиная с конца 1960-х гг., заявила о себе как мастерица гобелена. В 1990-е гг. у неё появляются пространственные, трехмерные объекты в текстиле, в 1995 — батики. Эксперименты по изготовлению ручной бумаги в начале 2000-х гг. позволили осуществить серию «Священная история», участие в 2006 г. в проекте «Памяти шедевра», посвященном 400-летию со дня рождения Рембрандта и его творению «Даная», стимулировало живописную практику. В 2007—2008 гг. появились идеи, раскрытие которых связано с созданием инсталляций.

### Основные произведения
- «Завтрак на траве» (1985)
- «Похищение Европы» (1989, авторское повторение 1993)
- «Послеполуденный отдых нимф» (1992)
- «Третий глаз Будды» (1988)
- «В благословенный день» (1995)
- «Люблю тебя, Петра творенье!» (2003)
- «Дети войны. 1948 год» (1989)
- «Чудесные картинки детства» (1988)
- «Луна пречистая» (1991)

Произведения автора хранятся в Русском культурном центре (г. Берлин), в музеях Москвы, Санкт-Петербурга, Челябинска, Магнитогорска, Самары, в частных коллекциях Франции, Австрии, Германии, США, Израиля, Грузии.